# Gmina Czarna (Powiat Dębicki)
Die Gmina Czarna ist eine Landgemeinde im Powiat Dębicki der Woiwodschaft Karpatenvorland in Polen. Ihr Sitz ist das gleichnamige Dorf mit etwa 2700 Einwohnern.

## Gliederung
Zur Landgemeinde (gmina wiejska) Czarna gehören folgende 14 Ortschaften mit einem Schulzenamt:
Borowa
Chotowa
Czarna
Głowaczowa
Golemki
Grabiny
Jaźwiny
Podlesie
Przeryty Bór
Przyborów
Róża
Stara Jastrząbka
Stary Jawornik
Żdżary